# Факундо, Эктор
Эктор Освальдо Факундо (исп. Héctor Osvaldo Facundo; 2 ноября 1937, Буэнос-Айрес — 13 ноября 2009) — аргентинский футболист, нападающий.

## Клубная карьера
Эктор Факундо начинал свою футбольную карьеру в клубе «Сан-Лоренсо», в котором он провёл большую её часть. В 1959 году в составе «Сан-Лоренсо» он выиграл чемпионат Аргентины. В 1964 году Факундо перешёл в клуб «Уракан», в котором он и завершил свою футбольную карьеру в возрасте 28 лет.

## Международная карьера
Эктор Факундо попал в состав сборной Аргентины на Чемпионате мира 1962 года. Из 3-х матчей Аргентины на турнире Факундо провёл два: матчи группового этапа против сборных Болгарии и Венгрии, вторую встречу против Англии Факундо пропустил. Факундо стал автором первого мяча из двух сборной Аргентины на турнире: уже на 4-й минуте он забил гол в ворота Болгарии, который оказался во встрече единственным и победным.

## Достижения
Сан-Лоренсо
- Чемпионат Аргентины (1): 1959 (чемпион)